# Hey Nana
Chansons représentant la Belgique au Concours Eurovision de la chanson
L'amour ça fait chanter la vie
(1978) Euro-Vision
(1980)
Hey Nana est une chanson interprétée par Micha Marah pour représenter la Belgique au Concours Eurovision de la chanson 1979 se déroulant à Jérusalem.
La chanson a été source d'une controverse entre l'artiste et le radiodiffuseur belge néerlandophone de l'époque BRT. Micha Marah elle-même préférait une autre chanson intitulée Comment ça va lors de la finale nationale belge, et a par conséquent — inhabituel pour un artiste représentant son pays à l'Eurovision — jamais enregistré Hey Nana dans une version enregistrée en studio. La seule version de Hey Nana commercialement sortie est celle de son compositeur, Charles Dumolin,.

## À l'Eurovision
La chanson est entièrement interprétée en néerlandais, l'une des langues nationales de la Belgique, comme l'impose la règle entre 1979 et 1999. L'orchestre est dirigé par Francis Bay.
Hey Nana est la 12e chanson interprétée lors de la soirée, suivant Je suis l'enfant-soleil d'Anne-Marie David pour la France et précédant J'ai déjà vu ça dans tes yeux de Jeane Manson pour le Luxembourg.
À la fin du vote, Hey Nana obtient 5 points et se classe 18e et dernière a égalité avec Heute in Jerusalem de Christina Simon pour l'Autriche sur les 19 chansons participantes,.